# Janusz Komorowski (działacz kombatancki)
Janusz Komorowski pseud. „Antek” (ur. 11 sierpnia 1929 w Warszawie) – polski dziennikarz, uczestnik II wojny światowej, działacz kombatancki i harcerski, porucznik Wojska Polskiego w stanie spoczynku, pełniący obowiązki prezesa Zarządu Głównego Światowego Związku Żołnierzy Armii Krajowej (ŚZŻAK) od 12 października 2023 roku, a od października 2024 roku prezes Zarządu Głównego ŚZŻAK.

## Życiorys
W czasie okupacji niemieckiej należał do Szarych Szeregów (Hufiec Ochota). Brał udział w powstaniu warszawskim po którym opuścił Warszawę wraz z ludnością cywilną.
W latach 80. XX wieku był współtwórcą Środowisko żołnierzy IV rejonu „Fromczyn” VII Obwodu Armii Krajowej „Obroża”, które z początkiem 1990 roku wstąpiło w szeregi powstałego Światowego Związku Żołnierzy Armii Krajowej. Od 1990 roku komendant Kręgu Stowarzyszenia Szarych Szeregów Roju „Sosny” w Otwocku.
Z dniem 12 października 2023 roku, Zarząd Główny ŚZŻAK podjął decyzję o wyborze Janusza Komorowskiego na funkcję p.o. prezesa Zarządu Głównego ŚZŻAK. W październiku 2024 roku podczas XX Zjazdu ŚZŻAK został wybrany prezesem ZG ŚZŻAK w kadencji 2024–2027.

## Wybrane odznaczenia
- Krzyż Oficerskim Orderu Odrodzenia Polski (2008)[1],
- Krzyż Kawalerski Orderu Odrodzenia Polski (1996)[1],
- Złoty Krzyż Zasługi (1976)[1],
- Medal „Pro Memoria”[2],
- Medal „Pro Patria”(2013)[1],
- Krzyż Armii Krajowej (1997)[1],
- Krzyż Partyzancki (1997)[1],
- Warszawski Krzyż Powstańczy (1992)[1],
- Medal za Warszawę 1939–1945 (1997)[1],
- Krzyż „Za Zasługi dla ZHP” z Rozetą i Mieczami (1988)[1],
- Odznaka „Weteran Walk o Wolność i Niepodległość Ojczyzny”[1],
- Odznaka pamiątkowa Akcji „Burza”[1]